# 諏訪神社 (中津川市茄子川)
坂本神社諏訪社（さかもとじんじゃ　すわしゃ）は、岐阜県中津川市茄子川に鎮座する神社。
式内社における坂本神社とされる。

## 祭神
- 建御名方神
- 誉田別命（配祀）
- 速玉男命（配祀）

## 歴史
信濃国の諏訪大社から勧請され創建された神社である。
美濃国式内社の坂本神社とは、この「坂本神社諏訪社」の他に、「坂本神社八幡宮」が推定されている。
坂本神社八幡宮の沿革によると、坂本神社の創建は大宝2年（702年）と伝わる。
坂本神社は南北朝時代の延文2年（1357年）に、野火により社殿が焼失したため、
「坂本神社諏訪社」が現在地に移転鎮座したとされる。
元々は「坂本神社八幡宮」の地に坂本神社が鎮座していたのが焼失したため、移転遷座したのが「坂本神社諏訪社」で、
元の坂本神社の地に再建されたのが「坂本神社八幡宮」という説もある。
天正2年(1574年)に武田勝頼が率いる軍勢が東濃に侵攻した際に、坂本神社八幡宮を含む恵那郡の寺社を悉く焼討し破壊したが、坂本神社諏訪社が焼討されたという記録や伝承は共に無い。
その理由は、武田氏の軍神が諏訪大明神であり、勝頼は母方が諏訪大社の大祝であった諏訪氏であったこと。勝頼自身も武田氏を相続するまでは、諏訪勝頼と称していたことにあると考えられる。
明治時代初期に、坂本神社とは、諏訪神社なのか、それとも八幡神社なのかということを論争されたが、結論が出なかったため、両社とも坂本神社の名前は使用しないで、「諏訪神社」「八幡神社」を正式名とすることとなった。
現在は、通称として諏訪神社は「坂本神社諏訪社」、八幡神社は「坂本神社八幡宮」と称されている。

## 交通機関
- 中央本線美乃坂本駅より約5km
- 北恵那交通中津川公園線「東美濃ふれあいセンター前」バス停下車、徒歩20分